# Monitor encouraçado

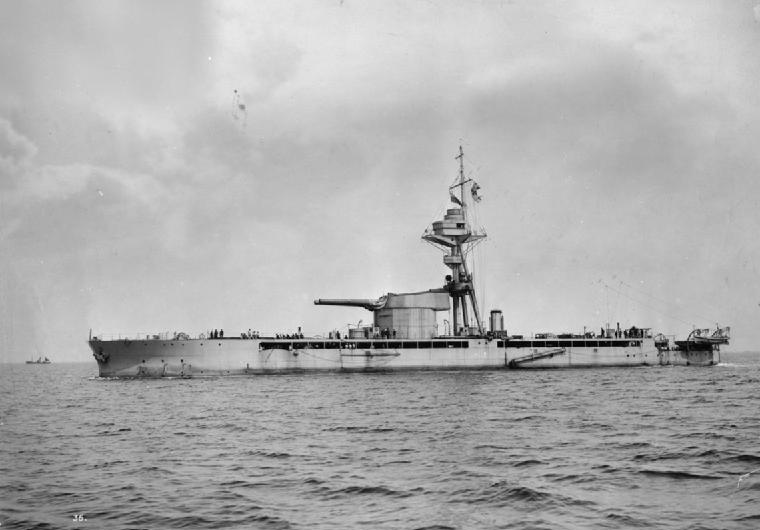
O HMS Marshal Ney

Monitor encouraçado, ou simplesmente Monitor, é um navio de guerra relativamente pequeno que não é rápido nem fortemente blindado, mas carrega armas desproporcionalmente grandes. Eles foram usados por algumas marinhas a partir da década de 1860, durante a Primeira Guerra Mundial e com uso limitado na Segunda Guerra Mundial.

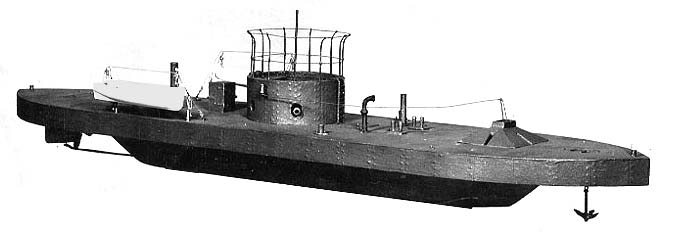
, o primeiro monitor (1861)

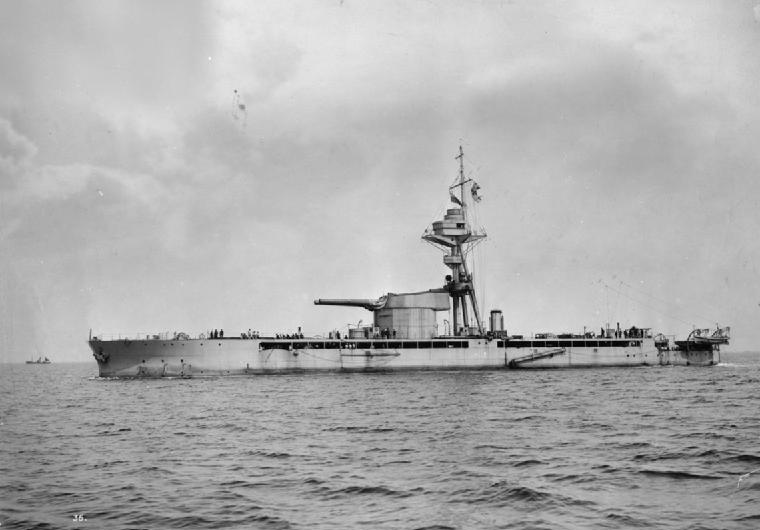
usou uma torre de encouraçado excedente de 15 polegadas.

O monitor original foi projetado em 1861 por John Ericsson, que o nomeou USS Monitor. Foram projetados para águas rasas e serviram como navios costeiros.
No início do século 20, o termo foi revivido para navios blindados de bombardeio em terra, particularmente os da Marinha Real: os monitores da classe Lord Clive carregavam armas disparando projéteis mais pesados do que qualquer outro navio de guerra já teve, vendo ação (embora brevemente) contra alvos alemães durante a Primeira Guerra Mundial. Os navios Lord Clive foram sucateados na década de 1920.
Diversos navios deste tipo serviram na Marinha do Brasil durante a Guerra da Tríplice Aliança onde participaram da Batalha do Curupaiti e da Passagem de Humaitá.
O termo "monitor" também engloba as embarcações de guerra fluviais mais fortes, conhecidas como monitores fluviais. Durante a Guerra do Vietnã, essas naves muito menores foram usadas pela Marinha dos Estados Unidos. A Marinha do Brasil ainda possui um navio deste tipo o Parnaíba, construído em 1937 e operando com a Flotilha do rio Paraguai. Parnaíba, da Marinha do Brasil, e os três monitores fluviais da classe Mihail Kogălniceanu, da Marinha da Romênia, estão entre os últimos monitores em serviço.

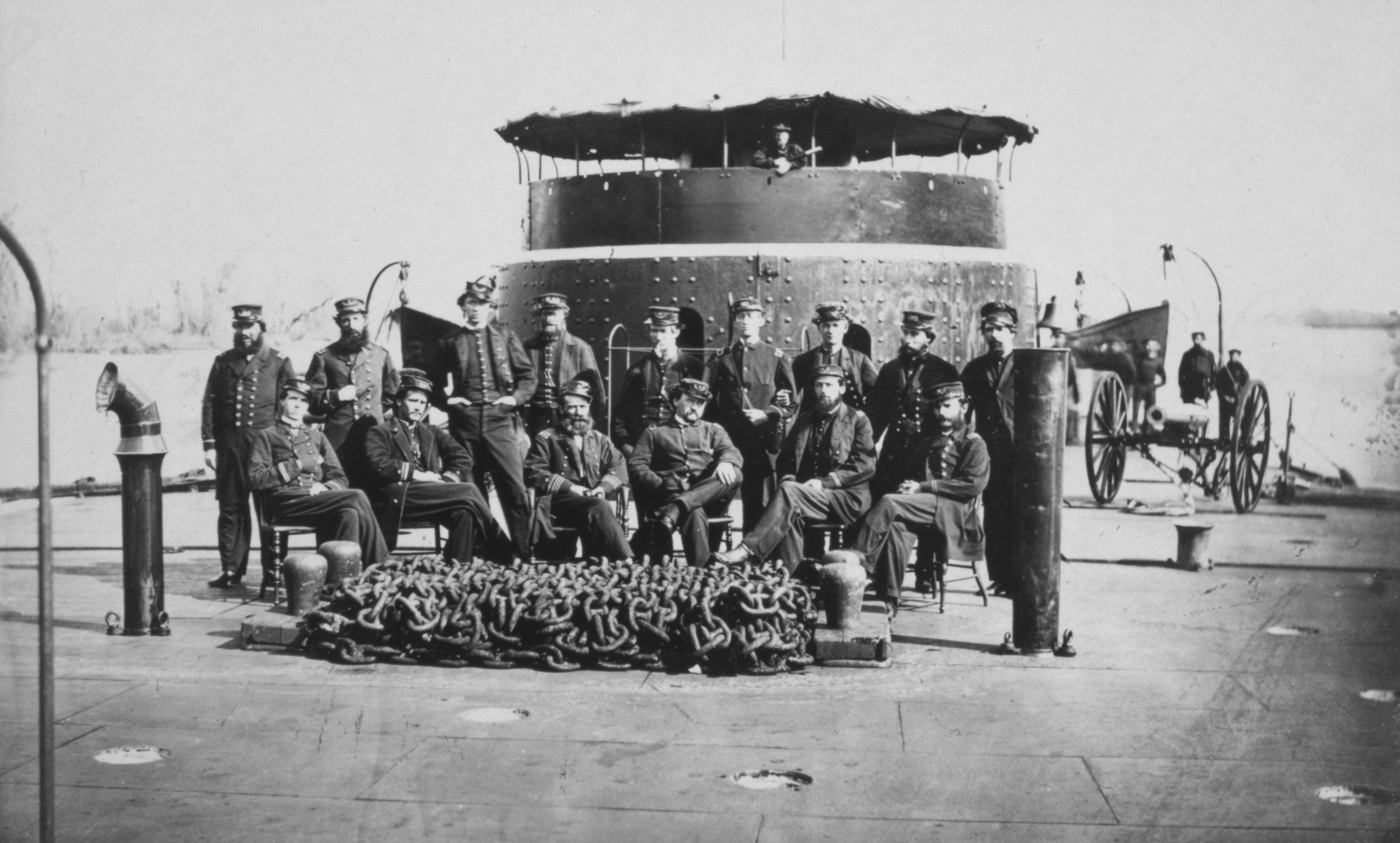
Oficiais de um monitor da União, provavelmente o USS Sangamon, fotografados durante a Guerra Civil Americana

## Embarcações similares

### Monitores fluviais
O monitor, ao provar a eficácia das torres sobre as armas fixas, desempenhou um papel no desenvolvimento do temido encouraçado a partir do ferro. Como uma embarcação de calado raso, também levava às canhoneiras fluviais que eram usadas pelas potências imperiais para policiar suas possessões coloniais; De fato, as maiores e mais fortemente armadas canhoneiras fluviais ficaram conhecidas como monitores fluviais. Eles foram usados por várias marinhas, incluindo as do Brasil, Reino Unido, Estados Unidos e Japão.

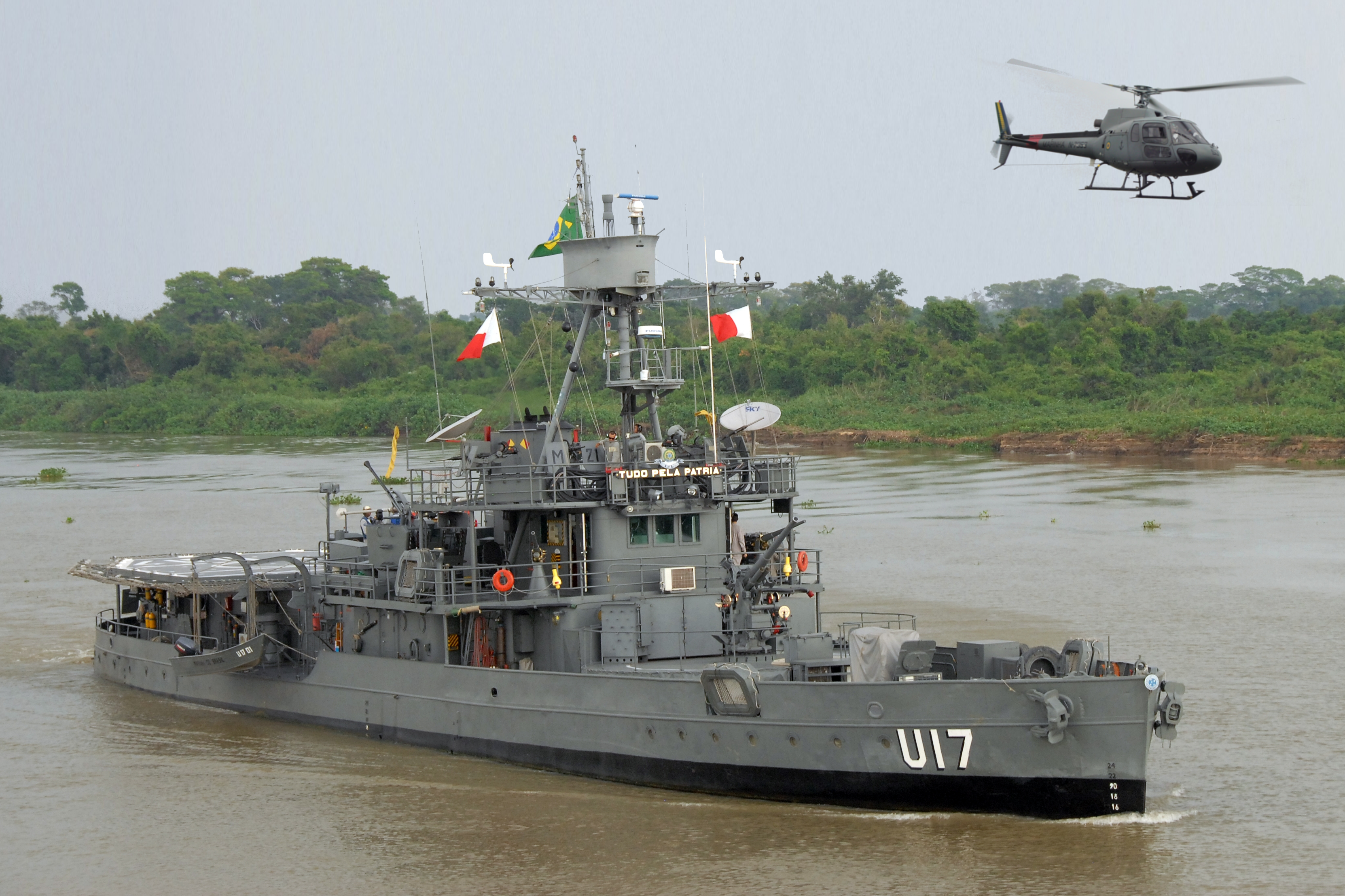
Monitor brasileiro Parnaíba

### Canhoneiras submarinas
O USS Monitor tinha muito pouco bordo livre para reduzir o peso da torre de canhões, aumentando assim a estabilidade e tornando o barco um alvo menor e, portanto, mais difícil de atingir por tiros.. No final da Guerra Civil Americana, os monitores da classe Casco da Marinha dos EUA tinham grandes tanques de lastro que permitiam que os navios submergissem parcialmente durante a batalha. Essa ideia foi levada adiante com o conceito da classe R de canhoneiras submarinas da Marinha Real.
Os submarinos britânicos da classe M foram inicialmente projetados para bombardeio em terra, mas seu propósito foi alterado para atacar navios mercantes inimigos, pois seu canhão de 12 polegadas (305 mm) seria mais eficaz a longo alcance do que um torpedo contra um alvo em movimento. Apenas um, o HMS M1, entrou em serviço antes do final da 1ª Guerra Mundial; ela se perdeu no Canal da Mancha após a guerra, em 1925, depois de ser acidentalmente abalroada enquanto estava submersa: sua arma se soltou de sua montaria e ela foi completamente inundada.